# Circuito em série
É conhecido como um circuito em série um circuito composto exclusivamente por componentes elétricos ou eletrônicos conectados em série (de conexão em série, que é o mesmo que associação em série ou ligação em série). A associação em série é uma das formas básicas de se conectarem componentes elétricos ou eletrônicos. A nomeação descreve o método como os componentes são conectados.
Como demonstração, consideremos um circuito simples consistindo de duas lâmpadas e uma bateria de 9 V. Na ligação série, um fio liga um terminal da bateria a um terminal de uma lâmpada, depois o outro terminal desta lâmpada se liga à outra lâmpada e esta se liga no outro terminal da fonte, sendo esta ligação diferente da ligação paralela.
As grandezas que podem ser medidas neste circuito são X , a resistência elétrica (medida em ohms (Ω)); I, a corrente elétrica (medida em Ampères (A), ou coulombs por segundo); e V, a tensão elétrica, (medida em volts (V), ou joules por coulomb).
No circuito série, a mesma corrente tem que passar através de todos os componentes em série. Um amperímetro colocado em série com quaisquer dos componentes deste circuito irá indicar a mesma corrente.

## Circuitos em série com um só tipo de componente
Geralmente circuitos formado por um só tipo de componente é montado para obter um componente equivalente com outro valor de grandeza, que não dispomos em um componente isolado.

### a)Resistores conectados em série

#### Resistência do resistor equivalente
Os resistores são combinadas em dois tipos de associação, são elas denominadas de série ou paralelo. Estes nomes são diferenciados pela forma da ligação entre eles. Qualquer que seja o tipo da associação esta sempre resultará numa única resistência total a qual é também designada por resistência equivalente - e sua forma abreviada de escrita é Req ou Rt.
As características seguintes definem uma associação em série para resistores:
- As resistências são associados uma em seguida da outra, sendo percorridos pela mesma corrente.
- A corrente que circula na associação em série é constante para todas as resistências.
- A queda de tensão obtida na associação em série é a soma total das de cada resistência.
- A resistência total obtida pela associação em série de resistências é igual à soma das resistências envolvidas.
- A potência total dissipada é igual à soma da potência dissipada em cada resistência.
- O resistor de maior resistência será aquele que dissipa maior potência.

O resistor equivalente é calculado pela fórmula Rt= R1 + R2 + ... (esta formula só é válida para associação de resistências em série) ou, trocando em miúdos, o valor da resistência equivalente é a soma dos valores da resistência.
Num circuito onde tenhamos duas resistências sendo R1 com valor de 100 Ohms e R2 com valor de 20 Ohms, portanto o valor da resistência total é de 120 Ohms, utilizando a formula teremos  Rt= 100 + 20
Caso haja mais de dois resistores em série basta acrescentar os demais na fórmula e através de uma simples soma obtemos o valor da resistência equivalente:
{\displaystyle R_{eq}=R_{1}+R_{2}+...+R_{n}}

### b)Indutores conectados em série

#### Indutância do indutor equivalente
{\displaystyle L_{\mathrm {total} }=L_{1}+L_{2}+\cdots +L_{n}}

### c)Capacitores conectados em série
Capacitores conectados em série dividem a tensão sobre todos eles.
A tensão total suportada pela associação de capacitores é equivalente a soma da tensão de isolação de cada um deles:
{\displaystyle {V_{\mathrm {total} }}={V}\mathrm {C_{1}} +{V}\mathrm {C_{2}} +\cdots +{V}\mathrm {C_{n}} }

#### Capacitância do capacitor equivalente
{\displaystyle {\frac {1}{C_{\mathrm {total} }}}={\frac {1}{C_{1}}}+{\frac {1}{C_{2}}}+\cdots +{\frac {1}{C_{n}}}}
Caso o valor dos capacitores sejam iguais, a capacitância equivalente é igual ao valor de um dos capacitores (C) dividido pelo número de capacitores utilizados.
{\displaystyle C_{\mathrm {total} }=C/N}
One N é o número de capacitores.
Ainda, no caso específico de um circuito capacitivo com dois capacitores de valores diferentes, a equação abaixo pode ser utilizada:
{\displaystyle C_{\mathrm {total} }={\frac {C_{1}.C_{2}}{C_{1}+C_{2}}}}
Caso tenha mais de 3 capacitores, será necessário calcular equivalência entre o Primeiro Capacitor e o Segundo Capacitor, o resultado você irá multiplicar e dividir com o terceiro Capacitor:
{\displaystyle C_{total}={\frac {C_{1,2}.C_{3}}{C_{1,2}+C_{3}}}}
Onde C1,2 é o resultado entre eles multiplicado e adicionado por C3

### d)Pilhas conectadas em série
Pilhas conectadas em série formam uma bateria. A corrente é igual em todos os pontos de um circuito série, logo qualquer quantidade de corrente que haja em qualquer uma das pilhas conectadas em série deve ser a mesma para todas as outras também. Por essa razão, cada pilha deve ter o mesmo valor de ampère-hora (pilhas novas do mesmo tipo e marca devem ter a mesma carga), ou então algumas das pilhas se esgotarão mais cedo do que as outras, comprometendo a capacidade do conjunto.

#### Tensão entre os terminais da bateria
Se as pilhas forem conectadas em série, a tensão da bateria formada por elas será a soma das tensões individuais das pilhas. Por exemplo, uma bateria de carro, de 12 volts é formada por seis pilhas de 2 volts conectadas em série.

## Circuitos série com mais de um tipo de componente
Um circuito composto exclusivamente por componentes conectados em série é conhecido como um circuito série.

### a) Circuito RL série
Consiste de um resistor (R) e de um indutor (L) conectados em série.

### b) Circuito RC série
Consiste de um resistor (R) e de um capacitor (C) conectados em série.

### c) Circuito RLC série
Consiste de um resistor (R), um indutor (L), e um capacitor (C), conectados em série.